# Mont Lozère et Goulet
Mont Lozère et Goulet is een gemeente in het Franse departement Lozère (regio Occitanie). De plaats maakt deel uit van het arrondissement Mende. Mont Lozère et Goulet is op 1 januari 2017 ontstaan door de fusie van de gemeenten Bagnols-les-Bains, Belvezet, Le Bleymard, Chasseradès, Mas-d'Orcières en Saint-Julien-du-Tournel. De gemeente telde 1.107 inwoners op 1 januari 2022.

## Geografie
De oppervlakte van Mont Lozère et Goulet bedroeg op 1 januari 2022 166,21 vierkante kilometer; de bevolkingsdichtheid was toen 6,7 inwoners per km².

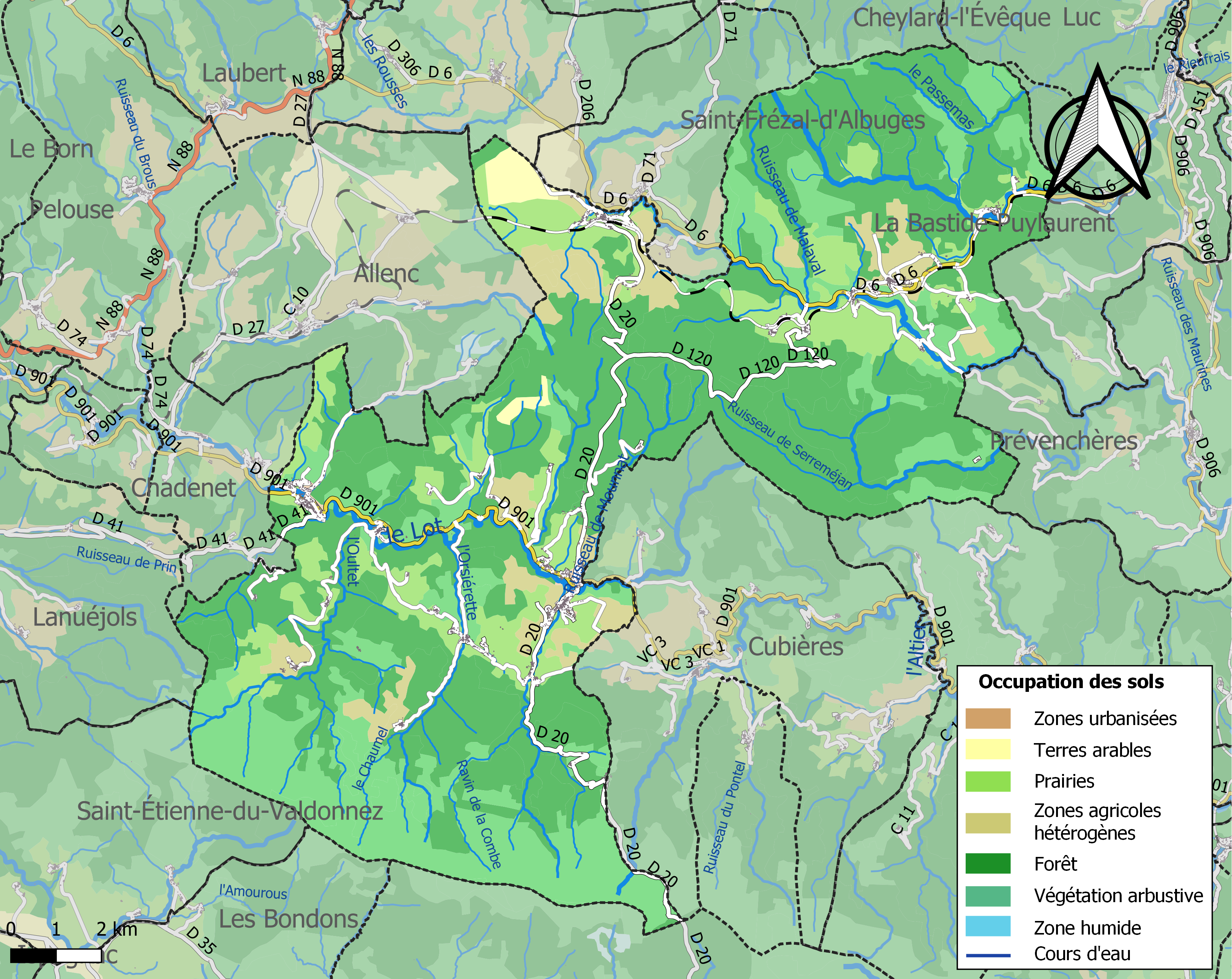
Kaart van de gemeente met de belangrijkste infrastructuur, bodemgebruik en omliggende gemeenten

## Verkeer
In de gemeente bevinden zich de spoorwegstations Belvezet en Chasseradès.